# Phortica pasohensis
Phortica pasohensis är en tvåvingeart som beskrevs av Chen och Masanori Joseph Toda 2007. Phortica pasohensis ingår i släktet Phortica och familjen daggflugor. Inga underarter finns listade i Catalogue of Life.